# Általános lineáris csoport
Általános lineáris csoportnak (vagy egyszerűen lineáris csoportnak) nevezzük és {\displaystyle GL(V)}-vel jelöljük a {\displaystyle V} (véges vagy végtelen dimenziós) vektortér invertálható lineáris transzformációinak csoportját. (A szokásos jelölésben a GL az angol 'általános lineáris' jelentésű general linear szavak rövidítése.) Ha {\displaystyle V} véges dimenziós vektortér a {\displaystyle K} test felett, akkor szokás a {\displaystyle GL(n,K)} vagy a {\displaystyle GL_{n}(K)} jelölést használni {\displaystyle GL(V)} helyett (ahol {\displaystyle n} a vektortér dimenziója), ami értelmes, hiszen a {\displaystyle K} feletti {\displaystyle n}-dimenziós vektorterek izomorfak egymással, és izomorf vektorterek transzformációcsoportjai is nyilván izomorfak. Ha {\displaystyle K} véges test, amelynek elemszáma {\displaystyle q}, akkor a {\displaystyle GL(n,K)} helyett szokásos a {\displaystyle GL(n,q)} jelölés is. (Itt {\displaystyle q} nyilván prímhatvány.)

## Általános lineáris csoport mint mátrixok szorzáscsoportja
A véges dimenziós esetben {\displaystyle GL(n,K)} elemei megfeleltethetők {\displaystyle K} feletti {\displaystyle n\times n}-es invertálható mátrixoknak, és így {\displaystyle GL(n,K)} megegyezik (izomorf) az ezek alkotta csoporttal. Ez a reprezentáció gyakran megkönnyíti a {\displaystyle GL(n,K)} elemeivel való számolást.

## Példák
- {\displaystyle GL(2,\mathbb {R} )} a sík lineáris transzformációinak csoportja.
- {\displaystyle GL(3,8)} a nyolcelemű test feletti {\displaystyle 3\times 3}-as, nemnulla determinánsú mátrixok szorzáscsoportja.

## Elemszám
Ha {\displaystyle K} végtelen test, vagy {\displaystyle V} végtelen dimenziós, {\displaystyle K} felett, akkor {\displaystyle GL(V)} végtelen rendű csoport. Azonban véges n és q esetén {\displaystyle GL(n,q)} is véges, mégpedig
{\displaystyle \displaystyle |GL(n,q)|=\prod _{j=1}^{n}\left({q^{n}-q^{j-1}}\right)}
Ezt úgy láthatjuk be, hogy megszámoljuk, hány {\displaystyle n\times n}-es invertálható mátrixot állíthatunk össze a q elemű test elemeiből. Egy ilyen mátrix első sorában bármilyen n-es állhat, kivéve a csupa nullából állót; az ilyenek száma {\displaystyle q^{n}-1}. A második sorban bármilyen n-es állhat, ami az elsőnek nem skalárszorosa; ilyenekből {\displaystyle q^{n}-q} darab van. A harmadikban ismét csak bármilyen n-es állhat, ami az első kettőnek nem skalárszorosa; ilyenekből {\displaystyle q^{n}-q^{2}} darab van. Ugyanezt a gondolatmenetet folytatva a j-edik sorba {\displaystyle q^{n}-q^{j-1}} n-est választhatunk. Mivel az egyes sorokat a fenti feltételek mellett egymástól függetlenül tölthetjük meg, az összes lehetséges mátrix száma a fenti variációk szorzata, ami éppen az igazolni kívánt összefüggést adja.

## Néhány konkrét véges általános lineáris csoport
| Alaptest rendje | Mátrixok rendje | Csoport szokásos elnevezése                                | Csoport rendje                          |
| --------------- | --------------- | ---------------------------------------------------------- | --------------------------------------- |
| 2               | 1               | Triviális csoport                                          | {\displaystyle 1}                       |
| 3               | 1               | {\displaystyle \mathbb {Z} _{2}}, ötelemű ciklikus csoport | {\displaystyle 2}                       |
| 4               | 1               | {\displaystyle \mathbb {Z} _{3}}, ötelemű ciklikus csoport | {\displaystyle 3}                       |
| 5               | 1               | {\displaystyle \mathbb {Z} _{4}}, ötelemű ciklikus csoport | {\displaystyle 4=2^{2}}                 |
| 2               | 2               | {\displaystyle S_{3}}, harmadfokú szimmetrikus csoport     | {\displaystyle 6=2\cdot 3}              |
| 3               | 2               | {\displaystyle GL(2,3)} általános lineáris csoport         | {\displaystyle 48=2^{4}\cdot 3}         |
| 4               | 2               | {\displaystyle A_{5}} alternáló csoport                    | {\displaystyle 60=2^{2}\cdot 3\cdot 5}  |
| 5               | 2               | {\displaystyle GL(2,5)} általános lineáris csoport         | {\displaystyle 240=2^{4}\cdot 3\cdot 5} |
| 2               | 3               | {\displaystyle GL(3,2)} általános lineáris csoport         | {\displaystyle 168=2^{3}\cdot 3\cdot 7} |